# Advokátní etický kodex
Advokátní etický kodex je stavovský předpis vydaný Českou advokátní komorou, který stanoví pro advokáty závazná etická pravidla výkonu advokacie (Usnesení představenstva České advokátní komory ze dne 31. října 1996, č. 1/1997 Věstníku, kterým se stanoví pravidla profesionální etiky a pravidla soutěže advokátů České republiky (etický kodex), ve znění pozdějších usnesení sněmu).
Pravidly profesionální etiky a pravidly soutěže advokátů působících v ČR jsou vázáni všichni advokáti zapsaní v seznamu advokátů České advokátní komory. Pro advokátní koncipienty zapsané v seznamu advokátních koncipientů vedeném Komorou platí přiměřeně ta ustanovení Pravidel, která se jich mohou týkat.
V rámci Všeobecných pravidel advokátní etiky je každý advokát mj. povinen poctivým, čestným a slušným chováním přispívat k důstojnosti a vážnosti advokátního stavu, je povinen plnit převzaté závazky, přičemž závazek nebo ručení za cizí závazek smí převzít jen tehdy, je-li si jist jeho splněním. Projevy advokáta v souvislosti s výkonem advokacie mají být věcné, střízlivé a nikoliv vědomě nepravdivé.
Vůči klientovi zásadně platí, že oprávněné zájmy klienta mají přednost před vlastními zájmy advokáta i před jeho ohledem na jiné advokáty. 
Vůči soudům, rozhodčím orgánům, orgánům veřejné správy a jiným orgánům, které rozhodují v právních věcech, jakož i vůči osobám, které plní jejich úkoly, je advokát povinen zachovávat náležitou úctu a zdvořilost.
Vůči jiným advokátům například platí, že advokát nesmí jiného advokáta osočovat a nesmí proti němu zahájit právní spor bez závažného důvodu. Je-li osoba, se kterou poskytovaná právní služba souvisí, zastoupena advokátem, nesmí s ní advokát jednat přímo bez předchozího souhlasu advokáta, který ji zastupuje, ani odmítnout s tímto advokátem jednat. Advokát nesmí v řízení uvádět údaje, ani navrhovat důkazy, o nichž ví, že jsou nepravdivé nebo klamavé, a to ani na příkaz klienta.
Advokát je povinen v řízení jednat poctivě, respektovat zákonná práva ostatních účastníků řízení a chovat se k nim i k ostatním osobám zúčastněným na řízení tak, aby nebyla snižována jejich důstojnost ani důstojnost advokátního stavu. V takových věcech nesmí za nepřítomnosti, popřípadě bez vědomí advokáta druhé strany nebo této strany, není-li advokátem zastoupena, jednat s osobami, které plní úkoly soudů nebo jiných orgánů, a předávat jim písemnosti, ledaže takový postup procesní předpisy dovolují.